# Flying Elephant
De Flying Elephant is een superzware Britse tank uit de Eerste Wereldoorlog.

## Achtergronden
Op de eerste vervolgbestelling van de eerste Britse tank: de Mark I, in april 1916, volgden voorlopig geen nieuwe bestellingen. Men zou wachten op de afloop van de eerste inzet van het nieuwe wapen voordat er verdere beslissingen over de productie ervan zouden worden genomen. Het was dus zeer goed mogelijk dat er helemaal geen verdere exemplaren van dit, of een afgeleid, type gebouwd zouden worden als bleek dat het in enig opzicht ernstig tekortschoot. Een van de twee fabrikanten van de Mark I, William Tritton, de directeur van Fosters, meende al te weten op welk punt het mis zou kunnen gaan: de bepantsering. De Mark I was wel beschermd tegen kogels van handvuurwapens en granaatscherven, maar zou een voltreffer van een artilleriegranaat niet kunnen weerstaan. Zelfs het vuur van zware machinegeweren zou op korte afstand fataal kunnen blijken. Plannen om een afstandspantser van vier millimeter op het dak te plaatsen gingen niet door. De enige verbetering ten opzichte van het prototype, Mother, was een pantserplaat van twaalf in plaats van tien millimeter dikte aan de voorkant. Tritton gokte er op dat dit de achilleshiel van het nieuwe wapen zou blijken en begon in april met het maken van ontwerptekeningen van een zware tank die immuun was voor middelzware artillerie.
Hoe dik het pantser dan moest zijn was echter onduidelijk. Luitenant Symes begon diezelfde maand met het beschieten van een pantserplaat van twee duim (ongeveer vijf centimeter) dik met buitgemaakte Duitse houwitsers en kanonnen. Pantserfabrikant Beardmores leverde in juni verschillende typen plaat voor een wat uitgebreider testprogramma te Shoeburyness. De resultaten van al die proefnemingen waren wat lastig te interpreteren en Tritton gooide zijn ontwerp drie maal om voordat hij een definitief plan durfde te presenteren aan het Tank Supply Committee, het dagelijks bestuur van het Tank Supply Department onder leiding van Albert Stern. Het plan voor de ontwikkeling van een prototype werd rond 19 juni 1916 goedgekeurd. Het project droeg oorspronkelijk de naam Heavy Tank en later Foster's Battle Tank.

## Beschrijving

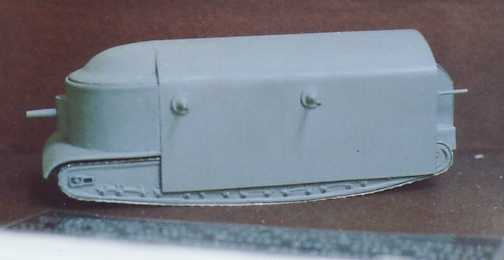
Een model van de Flying Elephant in het pantsermuseum van Bovington; het toont de kanonmantel ten onrechte als uitstekend, terwijl die zich in werkelijkheid binnen de neuscilinder bevond

De eerste tanks uit de Eerste Wereldoorlog worden vaak met boxtank aangeduid. Dit ontwerp laat ons eerder van een barntank ("schuurtank") spreken. Het uitermate lompe geval, drie meter hoog, drie meter breed en 8,36 meter lang, ziet er inderdaad uit als een schuur op rupsbanden. Het feit dat de voorkant bestaat uit een halve verticale cilinder bekroond door een halve koepel, vergroot alleen maar de logge indruk. Uit de cilinder steekt de hoofdbewapening, een 75 mm kanon, naar voren; aan iedere zijkant zijn twee machinegeweerposten; van achteren steken twee machinegeweren uit. Het bakbeest heeft dus van bezijden bezien een kop, een slurf en een staartje - en vandaar de bijnaam waaronder het nu nog bekendstaat: Flying Elephant.
De gelijkenis wordt nog vergroot doordat ook de romp een halve (horizontale) cilinder is. Dit zorgt ervoor dat het dak immuun is voor inslagen want de gehele pantsering heeft een uniforme dikte van 50 mm. Hoewel het voertuig niet zo heel veel groter is dan de Mark I, brengt dit het gewicht op 100 ton. Het loopwerk is echter gewoon een platte uitvoering van dat van de productietank, zij het met rupsbanden van 81 cm breed. Tritton besefte dat zelfs met die verbreding de bodemdruk te hoog zou oplopen. Daarom liet hij de bodem bedekken door twee extra, wat hoger geplaatste en smallere, rupsen die ook aangedreven kunnen worden. Zo zou de tank in ieder geval niet tot de bodem wegzakken. Dit alles wordt voortbewogen door twee achter elkaar op de middellijn geplaatste motoren van het type dat al in de Mark I aangebracht was: de Daimler 105 pk. Iedere motor heeft zijn eigen primaire versnellingsbak; maar er is maar één differentieel dat de kracht weer verdeelt over twee secundaire versnellingsbakken, een voor iedere rupsband. Tritton koos hier dus niet voor de oplossing die hij later bij de Whippet zou toepassen: iedere motor zijn eigen rupsband te laten aandrijven.

## Afloop
Hoe het met de Flying Elephant is afgelopen is niet helemaal zeker. We weten dat er een begin is gemaakt met de constructie, maar het lijkt onwaarschijnlijk dat het prototype geheel is afgebouwd. Stern vermeldt dat, nadat hij er twintig besteld had, het War Office het project eind 1916 heeft afgeschoten omdat het meende dat bescherming meer gelegen was in mobiliteit dan in bepantsering; iets wat naar moderne tactische inzichten een correct standpunt is, hoewel er bij vermeld moet worden dat de Mark I en zijn opvolgers die mobiliteit óók al niet bezaten. Pantserhistoricus David Fletcher heeft het vermoeden uitgesproken dat mechanische problemen een voortijdig einde hebben gebracht voor de zwaarste Britse tank uit de geschiedenis. Zijn punt is dat al bij de beproevingen van het chassis, waarbij simulatiegewichten moeten zijn aangebracht, het vehikel hoogstwaarschijnlijk in zachte ondergrond wegzakte - en dat juist door de extra weerstand van de hulprupsen een totaal motorvermogen van 210 pk veel en veel te gering was om zich op eigen kracht los te werken. Het is een feit dat Tritton de pantsering in een later stadium liet halveren, juist om dit probleem op te lossen — maar dat zou een gewichtsbesparing hebben opgeleverd van hoogstens een 25%. Misschien dat het enkele feit dat de Mark I wel degelijk verder ontwikkeld zou worden, Tritton alle belangstelling deed verliezen, nadat nog geprobeerd was het project nieuw leven in te blazen als Tankbuster: een tankjager dus van Duitse tanks, die echter voorlopig hypothetisch bleven.